# 愛的教育
《愛的教育》（義大利語：Cuore）是意大利兒童文學作品，作者是愛德蒙多·德·亞米契斯。書名為 Cuore，意大利文即「心」之意，直譯是《考萊》。夏丏尊將之譯作《愛的教育》，成現在普遍採納的中文名稱。
該書於1886年10月18日出版，甫面世即大受意大利教育界歡迎，差不多每一個學生都有一冊。到二十世紀初，其在意大利已再版三百次，且出現多種語言的譯本，成為全球知名的文學作品。

## 內容
《愛的教育》時代設在意大利統一，當中包括不少愛國情景。內容主要是紀錄一位意大利四年級小學生從1881年十月到次年七月的十個月日記，日記不是每天都寫，內容包括小男孩學校及家庭生活的一點一滴、以及同學間的瑣事。當中加插他的父母在他日記本上寫的勸誡啟發性的文章，以及每月一則（最後一個月除外）共九則老師在課堂上宣讀的「每月例話」。全書共一百篇文章，按日期排序，按月份分節。
文章主要傳達情感教育，有親子之愛，師友之情，高尚人格及愛國情懷。其中《少年筆耕》、《尋母三千里》（Dagli Appennini alle Ande）等段落尤為知名。
1981年被改编为同名日本动画片。

## 人物
註：以下中文人名均以夏丏尊譯本（見下節）為準。

### 勃諦尼(Bottini)一家
- 安利柯(Enrico)：講述者和主角。普通學生一名，熱衷於在課堂學習及結識朋友。
- 亞爾培脫(Alberto)：安利柯的父親，一名技師。表面嚴厲但內心十分疼愛子女。
- 勃諦尼夫人：安利柯的母親。傳統的家庭主婦，堅強而有愛心。
- 雪爾維(Silvia)：安利柯的姐姐。她也很關心安利柯及其學業，曾經無私地放棄跟朋友出外而留在家中照顧在床上生病的他。
- 安利柯的未命名弟弟：在代爾卡諦女士的指導下學習。

### 安利柯的同學
- 爾耐斯托·代洛西（Ernesto Derossi）：班級的常年冠軍，他每個月都在班上獲得最高獎牌。他是一個天生的學霸，不需要花太多努力。儘管他很有實力，但他很謙虛而且不傲慢。
- 安東尼·阿拉勒柯(Antonio Rabucco)：因父親的工作而被稱為「小石匠」，是班上最年幼的男孩。
- 卡隆(Garrone)：友善的硬漢。他保護他的弱勢同學耐利和克洛西，而且因是班上最年長的男孩，是班內的主持公道者。
- 潑來可西(Pietro Precossi)：其當鐵匠的夫親常無故打他。後來，他努力學習足並最終在課堂上獲得亞軍獎章，他父親也不再毆打他。
- 卡羅·諾琵斯(Carlo Nobis)：傲慢，因為他的父母很富有。然而，當卡羅侮辱培諦及其煤礦工人父親時，他的父親強迫他向培諦道歉。
- 斯帶地(Stardi)：他和華梯尼是代洛西的常年獎牌挑戰者。雖然他沒有很多書，但他喜歡看書。
- 培諦(Betti)：一名煤礦工的兒子。
- 華梯尼(Votini)：獲得最高獎牌的最有力競爭者，其他人一眼就看出了他對代洛西的羨慕。
- 克洛西(Crossi)：頭髪紅色，有一隻跛手。通常是被惡霸欺負的受害者。
- 耐利(Nelli)：駝背也因此常受欺凌。卡隆成為他的保護者。
- 科拉奇(Coraci)：來自意大利南部格拉勃利亞的黑皮膚男孩。
- 卡洛斐(Garoffi)：藥劑師的兒子，一有機會便拿出鋼筆尖、畫片、火柴盒等小物件拿出來和同學做交易。
- 五蘭諦(Franti)：糟糕的學生，全能的混蛋，專製造麻煩，討厭學習，討厭他的同學和老師，並嘲笑可憐的人或事。他之前已被另一所學校驅逐出來，轉到這所學校後，又因點燃一個導致巨大爆炸的鞭砲，再次被學校開除。

### 老師
- 配巴尼(Perboni)： 一個善良而和藹可親的男老師，他很少生氣，但在他們做錯的時候對學生嚴厲。 他是終身單身漢，認為他的學生是他的家人。
- 代爾卡諦(Delcati)：安利柯的上一年級女老師，現在教他的弟弟。

## 中譯本

### 夏丏尊《愛的教育》

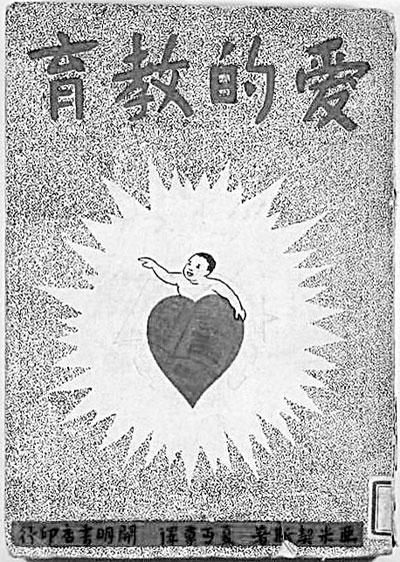
夏丏尊譯本

《愛的教育》最知名的中譯作品為夏丏尊的譯本，成書時間較早，翻譯品質佳。
1921年，夏丏尊應教育家經亨頤之邀到剛開辦的春暉中學任教。期間研究有關教育的書籍，遇到《Cuore》的日文譯本，「淚流三日夜讀畢」，覺得是對中國教育忽略情感德性是當頭棒喝，已打算將之翻譯過來，無奈事務繁忙，未能成事。直至1923年暑假，夏終於騰出時間翻譯，不料開始不久，其妹因難產亡故，夏大受打擊，翻譯一事再度擱置。不久，受到朋友們鼓勵，夏丏尊重拾筆桿翻譯。其間，《東方雜誌》的記者胡愈之給了很大幫助，使得該書一邊翻譯，一邊得以在該雜誌上連載，至次年(1924)夏天，《愛的教育》終於譯成載畢。
其時《東方雜誌》是商務印書館主辦的刊物，所以連載結束後，這部書順理成章歸商務印書館印刷發行。該書出版時，夏還請友人豐子愷畫了插圖和封面，當時豐還未因繪畫出名，這批畫作應是他最早發表的作品之一。
書雖然出版了，但遭到商務印書館所冷落，銷路並不怎麼好。當時夏去到書局也買不到，因為書商根本沒有將之放出架上陳列。故初版過後，便與商務取消出版合約。
1926年，友人章錫琛剛剛創辦了開明書店，夏便把《愛的教育》一書交給開明書店出版。章錫琛親自校對，讀後也深受感動，並寫了「校畢贅言」附於書末。由於章深愛此書，出版後加倍落力宣傳，《愛的教育》很快成為暢銷之書。據說，這部書其後持續出版十多年，再版次數多達三十多次，為開明書店帶來可觀收入讓其得以茁壯發展。
1938年，該書再出「修正版」，主要是潤飾了一些句子，也將一些帶有翻譯調子的語句，改成接近口語，不過，仍有一些編印錯漏之處。修正版也是由開明書店出版，期後也多次重印。夏在1946年逝世，死前再沒有修改，故修正版為夏丏尊親筆的最終譯本。
其後，中国大陸易帜，1951年再印了一版《愛的教育》。1953年，由遷台後的開明書店在台湾再版出書，不過由於政治原因，該書的《譯者序言》末段，因有提及胡愈之、豐子愷等人，就整段被刪掉了；而章錫琛的《校畢贅言》也刪掉了。
1980年，中國上海書店重印了《愛的教育》，封面說是依1949年的版本原樣複印，但實際是重排為橫行並改為簡體字印出。
1984年，浙江文藝出版社出版《夏丏尊文集：譯文之輯》，收錄了《愛的教育》全文，但文字遭私下竄改不少，而原來修正版應該改正的印刷錯誤卻照樣刋出。
1995年，得到夏丏尊長孫夏弘寧的許可，《愛的教育》再度由華東師範大學出版社出版，但這個版本編校出現問題，錯漏頗多。
1997年，譯林出版社重印《愛的教育》。這個版本印刷精美，硬皮精裝，理應是收藏對象，但內容依旧依據《夏丏尊文集》的文本。
關於書名，夏在譯序中有這樣解釋：
這書原名《考萊》，在意大利語是「心」的意思。......各國大概都有譯本，書名卻不一致。我所有的是日譯本和英譯本，英譯本雖仍作《考萊》，下又標《一個意大利小學生的日記》幾字，日譯本改稱《愛的學校》（日譯本曾見兩種，一種名《真心》，忘其譯者，我所有的是三浦修吾氏譯，名《愛的學校》的）。如用《考萊》原名，在我國不能表出內容，《一個意大利小學生的日記》，似不及《愛的學校》來得簡單。但因書中所敘述的不但是學校，連社會及家庭的情形都有，所以又以己意改名《愛的教育》。這書原是描寫情育的，原想用《感情教育》作書名，後來恐與法國佛羅貝爾的小說《感情教育》混同，就棄置了。

### 包天笑《馨兒就學記》
夏丏尊的譯本不是最早的譯本，最早的中譯本應是本叫《馨兒就學記》的小說。

1909年2月，《教育雜誌》創刋。該份月刋從第一期起即連載了一部署名「天笑生」所「著」的《馨兒就學記》。這部聲稱「著」的小說，其實是根據1902年杉谷代水的日譯本《學童日誌》所意譯並將之改寫成中國情境，而「天笑生」即著名的新文學通俗小說家包天笑。關於當中改寫，包天笑後來解釋道：
《馨兒就學記》我是從日文轉譯得來的，日本人當時翻譯歐美小說，他們把書中的人名、習俗，文物、起居一切都改成日本化。我又一切都改變成中國化。......有數節，全是我的創作，寫到我的家事了。
《馨兒就學記》所用的語言是淺白的文言文，在原小說的一百篇文章裏精選了五十篇，使內容更加緊湊。而書中所有名稱（如人名、地名等）都全部改成道地中文名稱，如學校叫「明德小學堂」，而主角叫「馨兒」，則是借用包天笑一個兒子「可馨」的名字得來。可馨極得包天笑竉愛，但當小說譯到一半時，可馨卻不幸夭折，故包在書內加插了一段祭文以悼亡兒。
《馨兒就學記》連載了約一年完成。1910年由《教育雜誌》的母公司商務印書館將之以單行本發行，共169頁，無前言或後記之類的背景說明。然出版後即大受歡迎，行銷了三十多年，至1948年重印至十八版，估計印刷了幾十萬冊。
1976年，台灣的商務印書館將該書再次出版，當時的編輯以為這本書是包天笑自己的著作，還將其逐句改寫成白話文登出。

### 民國時期的其它譯本
《愛的教育》非常成功，致在夏的版本後，還陸續出現以下（至少）八種不同的譯本。這些版本除特別聲明外，其餘均沿用《愛的教育》為書名：
1. 邱韻鐸根據英文版本的譯本，1933年由上海世界書局出版[1]。
2. 施瑛的譯本，該書附有英文書名，估計也是經由英文版譯出。這個版本比夏之版本多出兩三萬字，書名下注有「足本」字樣，可能是這個原因。1936年上海啟明書局初版，至1947年印至第三版[6]。
3. 張棟的《愛的學校》，譯自日文同名譯本，由上海龍虎書店於1936年之前出版[1]。
4. 夏雲山的版本，上世紀三十年代由大江書局出版[1]。
5. 秦瘦鷗的《仁愛的教育》，1940年上海春江書局出版[6]。
6. 林綠叢的譯本，1940年左右上海春明書局出版[6]。
7. 知非的版本，1941年由長春大陸書局出版[1]。
8. 范泉的節譯版，篇幅只有原著的五分一，1949年由上海永祥印書館列入《少年文學故事叢書》第二集出版[1]。

### 王卿的意文譯本
較近期的譯本主要有1998年由人民文學出版社發行，王卿譯的《愛的教育》，書中給自己的介紹說花了十二年時間完成，是第一本從原文意大利文翻譯為中文的版本。王也因這部作品而榮獲意大利駐華使館頒發的意大利政府文化獎。
此後，該書多次被教育界推薦為中小學最佳課外讀物，之後陸續再版增印多次，亦授權天津教育出版社出版，銷量甚佳。但亦引來其它書商剽竊盜印，王有一段時間為了維護權益，在坊間蒐集了四五十種同名作品，發覺絕大部分都是侵權作品。

## 評價
夏丏尊在譯序有這樣評價：
......我在家中早已是二子二女的父親，在教育界是執過十餘年的教鞭的教師。平日為人為父為師的態度，讀了這書好像醜女見了美人，自己難堪起來，不覺慚愧了流淚。書中敘述親子之愛，師生之情，朋友之誼，鄉國之感，社會之同情，都已近於理想的世界，雖是幻影，使人讀了覺到理想世界的情味，以為世間要如此才好。於是不覺就感激了流淚。.......這書一般被認為是有名的兒童讀物，但我以為不但兒童應讀，實可作為普通的讀物。特別地應介紹給與兒童有直接關系的父母教師們，叫大家流些慚愧或感激之淚。